# Nicolae-Vlad Popa
Nicolae-Vlad Popa (n. 20 ianuarie 1950, Sibiu, România) este un fost senator român în legislatura 2000-2004, 2004-2008 și 2012-2016 ales în județul Brașov pe listele partidului PNL.
În legislatura 2000-2004, Nicolae-Vlad Popa a fost membru în grupurile parlamentare de prietenie cu Republica Africa de Sud, Republica Peru și Republica Polonă. Nicolae-Vlad Popa a înregistrat 346 de luări de cuvânt în 135 de ședințe parlamentare și a inițiat 23 de propuneri legislative, din care 6 au fost promulgate legi. Nicolae-Vlad Popa a fost membru în comisia juridică, de numiri, disciplină, imunități și validări.  
În legislatura 2004-2008, Nicolae-Vlad Popa a demisionat din Senat pe data de 4 decembrie 2007 și a fost înlocuit de senatoarea Carmen Felicia Tănăsescu.
În cadrul activității sale parlamentare, Nicolae-Vlad Popa a fost membru în grupurile parlamentare de prietenie cu Irlanda, Republica Polonă și Republica Federală Germania. Nicolae-Vlad Popa a înregistrat 121 de luări de cuvânt în 75 de ședințe parlamentare și a inițiat 22 de propuneri legislative, din care 5 au fost promulgate legi. Nicolae-Vlad Popa a fost membru în comisia pentru egalitatea de șanse (din oct. 2005), în comisia juridică, de numiri, disciplină, imunități și validări (până în oct. 2005)și în comisia specială pentru modificarea și completarea Regulamentului Senatului.  
În legislatura 2012-2016, Nicolae-Vlad Popa a inițiat 82 de propuneri legislative, din care 14 au fost promulgate legi.